# La Madeleine-Bouvet
La Madeleine-Bouvet (la mad.lɛn.bu.vɛⓘ) es una comuna francesa situada en el departamento de Orne, en la región de Normandía.

## Demografía
| 310 | 292 | 280 | 260 | 356 | 371 | 410 |
| Para los censos de 1962 a 1999 la población legal corresponde a la población sin duplicidades (Fuente: INSEE [Consultar]) |     |     |     |     |     |     |